# هيلين شتاينر رايس
هيلين شتاينر رايس (بالإنجليزية: Helen Steiner Rice)‏ هي كاتِبة وشاعرة أمريكية، ولدت في 19 مايو 1900 في لورين في الولايات المتحدة، وتوفي بنفس المكان في 23 أبريل 1981.